# Таштагол
Таштаго́л (шор. Таштағол) — город в России, административный центр Таштагольского района Кемеровской области. Город областного подчинения.
Распоряжением Правительства РФ от 29 июля 2014 года № 1398-р «Об утверждении перечня моногородов» Таштагольское городское поселение включено в категорию «Монопрофильные муниципальные образования Российской Федерации (моногорода) с наиболее сложным социально-экономическим положением».
Численность населения: 21 209 чел. (2025).

## Этимология
Название таштагол означает «камень на ладони», где таш на тюркском — «камень», гол на тюркском и монгольском — «река, долина, овраг,ладонь».

## История
Указом Президиума Верховного Совета РСФСР от 22 июня 1939 года был образован Таштагольский район Новосибирской области с центром в селе Таштагол. Помимо села Таштагол  в состав района вошли рабочий посёлок Шалым , и ряд сельсоветов, до этого входивших в упраздняемый этим же указом Горно-Шорский национальный район. В 1940 была проложена железнодорожная ветка от станции Новокузнецк до станции Таштагол. Недалеко был построен Таштагольский рудник.
26 января 1943 года была создана Кемеровская область, в состав которой, в частности, был передан Таштагольский район.
Указом Президиума Верховного Совета РСФСР от 1 февраля 1963 года «Об укрупнении районов, образовании промышленных районов и изменении подчиненности районов и городов Кемеровской области» рабочие поселки Таштагол (пгт с 1952), Кочура (пгт с 1939, юз) и Шалым (пгт с 1935, сз) преобразованы в город областного подчинения Таштагол. Таштагольский район был при этом упразднён, его территория была включена в состав Новокузнецкого района, а сельсоветы административно подчинены Таштагольскому горсовету.
Указом Президиума Верховного Совета РСФСР от 8 мая 1983 года образован Таштагольский район за счёт территории Новокузнецкого района, административно подчинённой Таштагольскому горсовету.

## Общие сведения
Город расположен на реке Кондома (притоке Томи), в Таштаголе в Кондому впадают реки Шалым и Кочура. Находится в 3200 км от Москвы, 310 км от Кемерово и 120 км от Новокузнецка.
В территориальном отношении город разделён на три микрорайона: собственно Таштагол (или Старый Таштагол), Усть-Шалым (в обиходной речи — Поспелова, в связи с названием самой длинной улицы микрорайона) и Шалым (отделён от основной части города, расположен в направлении посёлка Шерегеш).

## Городское поселение
Таштагольское городское поселение Таштагольского муниципального района было образовано к 1 января 2006 года в соответствии с Законом Кемеровской области от 17 декабря 2004 года № 104-ОЗ.
Распоряжением Правительства РФ от 29 июля 2014 года № 1398-р «Об утверждении перечня моногородов» городское поселение включено в категорию «Монопрофильные муниципальные образования Российской Федерации (моногорода) с наиболее сложным социально-экономическим положением».

## Климат
В Таштаголе умеренно континентальный климат с тёплым летом и холодной зимой.
| Показатель                    | Янв. | Фев. | Март | Апр. | Май | Июнь | Июль | Авг. | Сен. | Окт. | Нояб. | Дек. | Год |
| ----------------------------- | ---- | ---- | ---- | ---- | --- | ---- | ---- | ---- | ---- | ---- | ----- | ---- | --- |
| Средний суточный максимум, °C | −11  | −7   | 1    | 9    | 17  | 23   | 25   | 22   | 17   | 8    | −3    | −10  | 8   |
| Средний суточный минимум, °C  | −24  | −23  | −15  | −4   | 3   | 9    | 12   | 9    | 4    | −3   | −13   | −21  | −5  |
| Источник: Sunmap              |      |      |      |      |     |      |      |      |      |      |       |      |     |

## Население
| 1959    | 1967    | 1970    | 1979    | 1989    | 1992    | 1996    | 1998    | 2000    |
| ------- | ------- | ------- | ------- | ------- | ------- | ------- | ------- | ------- |
| 17 067  | ↗28 000 | ↘25 142 | ↘24 437 | ↗26 274 | ↗26 600 | ↘26 000 | ↘25 500 | ↘25 100 |
| 2001    | 2002    | 2003    | 2005    | 2006    | 2007    | 2008    | 2009    | 2010    |
| ↘24 900 | ↘23 363 | ↗23 400 | ↘22 900 | ↘22 800 | →22 800 | ↗22 900 | ↗23 011 | ↗23 134 |
| 2011    | 2012    | 2013    | 2014    | 2015    | 2016    | 2017    | 2018    | 2019    |
| ↘23 109 | ↘23 089 | ↗23 091 | ↘22 953 | ↗23 085 | ↘23 079 | ↗23 107 | ↗23 170 | ↘23 117 |
| 2020    | 2021    | 2025    |         |         |         |         |         |         |
| ↘22 861 | ↘21 980 | ↘21 209 |         |         |         |         |         |         |

На 1 января 2025 года по численности населения город находился на 624-м месте из 1124 городов Российской Федерации.

## Промышленность
Градообразующим предприятием города является Таштагольский рудник по добыче железной руды, который входит в состав ОАО «Евразруда».

## Транспорт

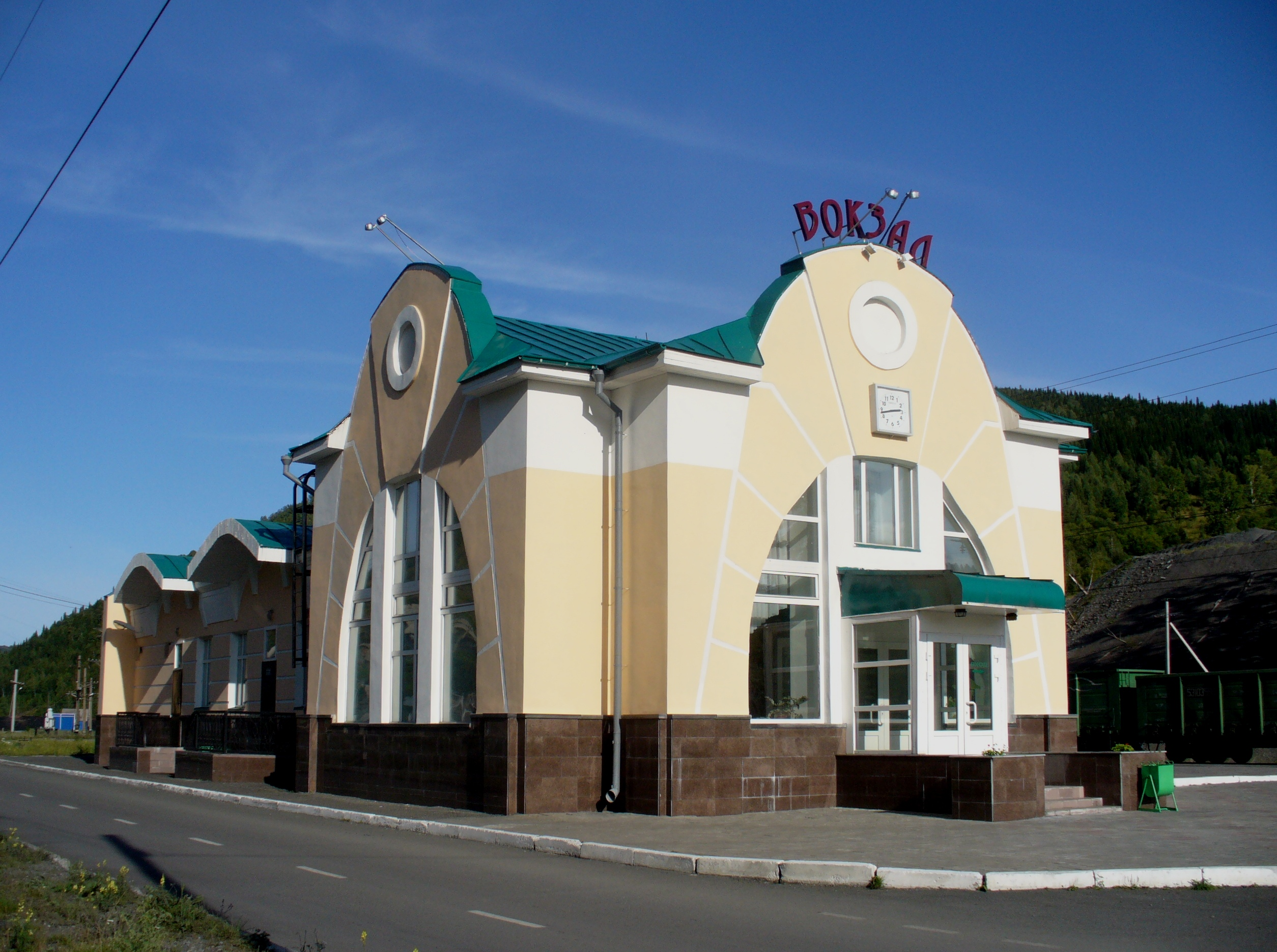
Вокзал станции Таштагол

Таштагол — конечная станция Южно-Кузбасской ветви ЗСЖД. Связь с крупными станциями осуществляется посредством электропоезда «Таштагол — Новокузнецк». На территории города расположены три станции: Кондома, о. п. 572 км (в микрорайоне Усть-Шалым) и собственно Таштагол (в старом городе).
22 августа 2008 года открыта автомобильная дорога Таштагол — Турочак, соединившая Кемеровскую область и Республику Алтай.
Автобусное сообщение с Новокузнецком, Междуреченском, Кемерово, Бийском, Горно-Алтайском и с посёлками Таштагольского района.
Местный аэропорт выполняет рейсы до удалённых и труднодоступных посёлков Таштагольского района, а также соседних регионов — Хакасии и Горного Алтая.
Основным видом городского и пригородного сообщения являются автобусы Таштагольского ГПАТП КО.
По состоянию на май 2023 года стоимость проезда по городу в автобусах — 27 рублей.

## Культура
- Музей этнографии и природы Горной Шории. В 2010 году в музее открыта стационарная диорама некрополя «Кабырзинской принцессы»[31].

## Образование
- Малый филиал Кемеровского областного медицинского колледжа

## Религия

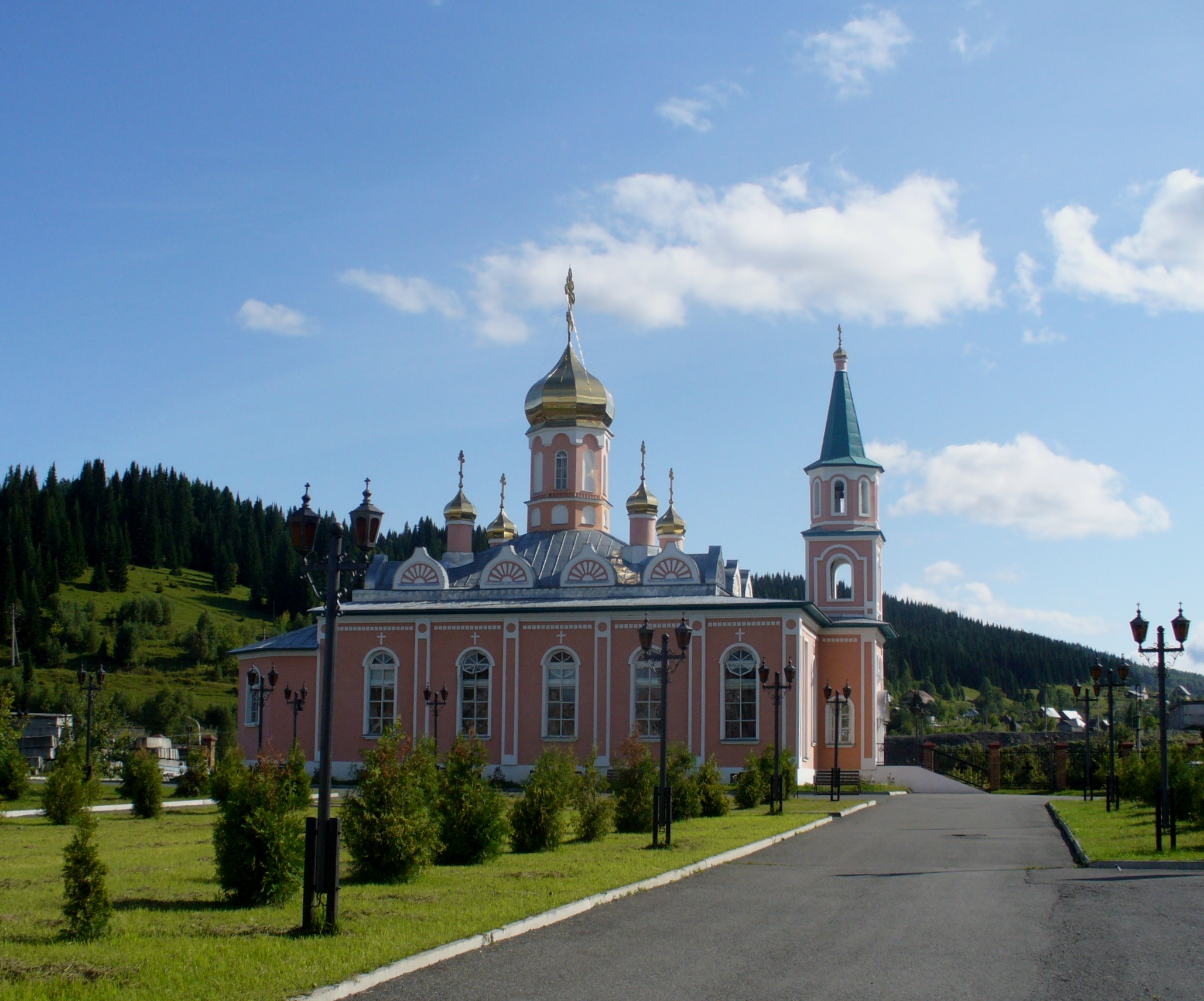
Церковь в микрорайоне Усть-Шалым

- Православная церковь Георгия Победоносца, шаманизм[32][33].

## Спорт
- Быстро развивается горнолыжный спорт, сноуборд. Хорошо развит туризм.

## Средства массовой информации

### Телевидение
- Первый канал
- Россия 1 / ГТРК Кузбасс
- Россия 24 / ГТРК Кузбасс
- НТВ / ЭфирТ

### Радиостанции
- 69,80 УКВ — Радио России / Радио Кузбасса (Молчит)
- 71,69 УКВ — Радио Маяк (Молчит)
- 98,9 FM — (ПЛАН) Авторадио
- 100,7 FM — (ПЛАН) Радио Ваня
- 101,7 FM — (ПЛАН) Радио ENERGY
- 102,8 FM — Радио России / Радио Кузбасса
- 104,3 FM — Радио Рекорд
- 107.5 FM — Радио Шория

## Почётные граждане города

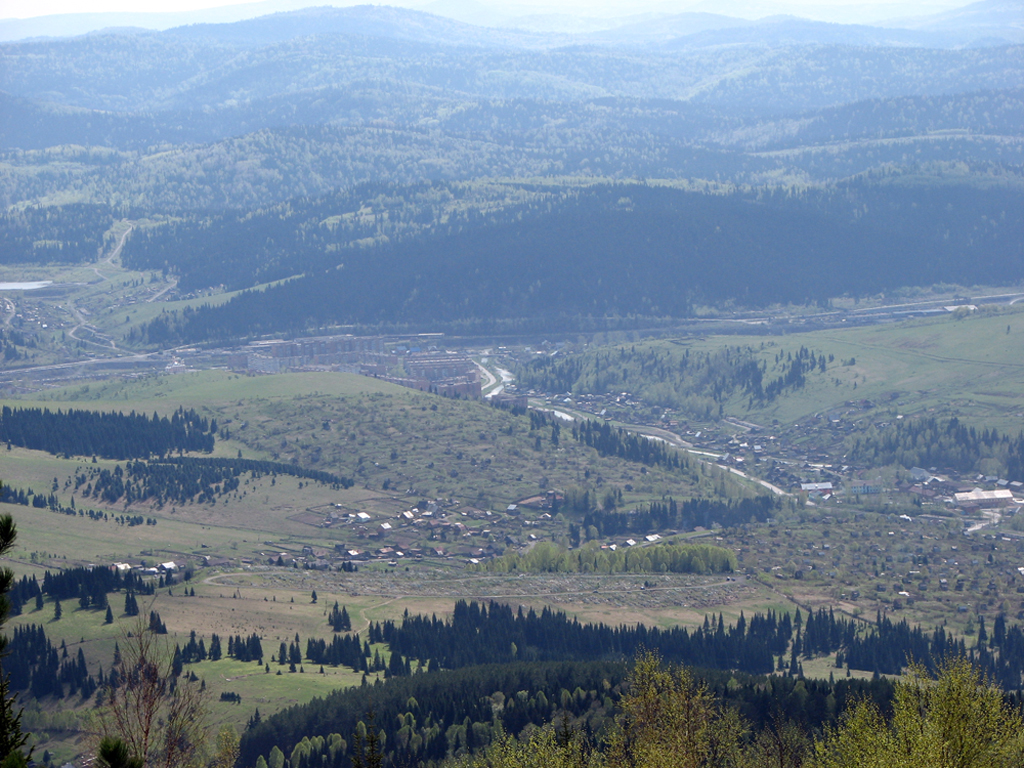
Вид на микрорайон Усть-Шалым с местной телевышки

- А. М. Тулеев, губернатор Кемеровской области
- Софроний, архиепископ Кемеровский и Новокузнецкий
- Юрий Арбачаков, 10-кратный чемпион мира по боксу
- Г. Л. Акбулатова, директор таштагольской школы № 1
- Н. Д. Симановская, заведующая отделением общей хирургии ЦГБ г. Таштагола
- Н. И. Шатилов, директор по общим вопросам ОАО «КМК», бывший мэр г. Таштагол
- В. И. Харьковский, заместитель главы Таштагольского района по дорожному хозяйству, строительству и учёту жилья
- В. И. Громадский, директор Таштагольского рудника с 1963 по 1985 год
- Ю. С. Айларов, тренер по боксу
- А. И. Копытов, заместитель губернатора Кемеровской области
- В. Г. Сафонов, начальник шахты Таштагольского рудника
- Д. С. Пашин, начальник шахты Казского рудника
- Л. А. Светлякова, заслуженный строитель
- А. Я. Сазонов, первый председатель Совета ветеранов города
- В. Е. Созыгашев, боец международного студенческих строительных отрядов «Дюна» и «Лотос»